# Edwardsiidae
Edwardsiidae Andres, 1881 è una famiglia di esacoralli dell'ordine
Actiniaria. È l'unica famiglia della superfamiglia Edwardsioidea.

## Descrizione
Questi coralli vivono semisommersi in substrati sabbiosi o in fenditure rocciose, lasciando fuoriuscire dal substrato solo la corona dei tentacoli.
La disposizione dei mesenteri nelle specie di questa famiglia è differente da quella di tutte le altre attinie: essi presentano infatti otto mesenteri singoli, che non hanno la tipica disposizione appaiata delle altre specie.

## Distribuzione e habitat
La famiglia ha una distribuzione cosmopolita essendo presente in tutti gli oceani del mondo, a differenti profondità.

## Tassonomia
La famiglia comprende i seguenti generi:
- Drillactis Verrill, 1922
- Edwardsia Quatrefages, 1842
- Edwardsianthus England, 1987
- Edwardsiella Andres, 1883
- Halcampogeton Carlgren, 1937
- Isoedwardsia Carlgren, 1900
- Milne-Edwardsia Carlgren, 1892
- Nematostella Stephenson, 1935
- Paraedwardsia Carlgren in Nordgaard, 1905
- Scolanthus Gosse, 1853
- Synhalcampella
- Tempuractis